# ناک آف (فیلم)
ناک آف (به انگلیسی: Knock Off) یک فیلم اکشن آمریکایی-هنگ کنگی محصول سال ۱۹۹۸ به کارگردانی تسوی هارک با بازی ژان کلود ون دام و راب اشنایدر است. این فیلم در ۴ سپتامبر ۱۹۹۸ در ایالات متحده منتشر شد. این عنوان ناک آف (Knock Off) یک عبارت دوپهلو است، زیرا این اصطلاح در زبان عامیانه هم به کالاهای تقلبی و هم به قتل هدفمند اشاره دارد. این فیلم یکی از آخرین فیلم‌هایی است که در آن فرودگاه کای تک هنوز در حال استفاده است. فرودگاه در سال ۱۹۹۸ بسته شد.

## بازیگران
- ژان کلود ون دم در نقش مارکوس ری
- راب اشنایدر در نقش تامی هندریکس
- للا روچون درنقش کارن لی
- پل سوروینو در نقش هری یوهانسون
- کارمن لی در نقش کارآگاه لین
- مؤسس چان در نقش افسر وونگ
- ویمان وونگ در نقش ادی وونگ
- مایکل وونگ

## داستان
یک طراح مد هنگ کنگی به همراه همکار جدید خود، که مأمور مخفی سی آی ای است تصمیم به تولید لباس می‌گیرند. اولین تولید آنها لباسهایی جینی است که…